# ماريجو شيفوليا
ماريجو شيفوليا (بالكرواتية: Marijo Šivolija-Jelica)‏ (مواليد 29 يونيو 1981) هو ملاكم كرواتي، مثّل بلاده في الألعاب الأولمبية الصيفية في دورتي 2004 و2008.

## روابط خارجية
ماريجو شيفوليا على موقع أوليمبيديا (الإنجليزية)